# Protapanteles phragmataeciae
Protapanteles phragmataeciae är en stekelart som först beskrevs av You och Zhou 1990.  Protapanteles phragmataeciae ingår i släktet Protapanteles och familjen bracksteklar. Inga underarter finns listade i Catalogue of Life.